# Тест Левене
У статистиці, Тест Левене — це статистика, яку використовують для оцінювання рівності дисперсій декількох вибірок. Він перевіряє нульову гіпотезу про рівність дисперсій вибірок (гомогенність дисперсії, або гомоскедастичність). Якщо p-значення тесту Левене менше певного критичного значення (зазвичай 0,05 або 0,01), то наявну різницю дисперсій вважають статистично значущою. Тому нульову гіпотезу про рівність дисперсій всіх вибірок відкидають і роблять висновок, що їх дисперсії є різними.
До процедур, що вимагають припущення про гомогенність дисперсії, належать дисперсійний аналіз та t-критерій Стьюдента. Однією з переваг тесту Левене є те, що цей тест не вимагає нормального розподілу досліджуваних вибірок.
Тест часто використовується перед порівнянням математичних сподівань.

## Формальна специфікація
Тест Левене використовують для перевірки нульової гіпотези {\displaystyle H_{0}} проти альтернативної гіпотези {\displaystyle H_{1}}.
{\displaystyle H_{0}:\ \ \sigma _{1}=\sigma _{2}=\dots =\sigma _{k}\ \ \ vs\ \ \ H_{1}:\sigma _{i}\neq \sigma _{j}} принаймні для однієї пари {\displaystyle (i,\ j)}.
Тестова статистика визначена наступним чином:
{\displaystyle W={\frac {(N-k)}{(k-1)}}{\frac {\sum _{i=1}^{k}N_{i}(Z_{i\cdot }-Z_{\cdot \cdot })^{2}}{\sum _{i=1}^{k}\sum _{j=1}^{N_{i}}(Z_{ij}-Z_{i\cdot })^{2}}},}
де
- {\displaystyle W} — значення Статистики,
- {\displaystyle k} — кількість різних груп до яких належать вибірки,
- {\displaystyle N} — загальна кількість спостережень,
- {\displaystyle N_{i}} — кількість спостережень в {\displaystyle i}-й групі,
- {\displaystyle Y_{ij}} — значення {\displaystyle j}-го спостереження {\displaystyle i}-ї групи,
- {\displaystyle Z_{ij}=\left\{{\begin{matrix}|Y_{ij}-{\bar {Y}}_{i\cdot }|\\|Y_{ij}-{\tilde {Y}}_{i\cdot }|\end{matrix}}\right.}

Тут {\displaystyle {\bar {Y}}_{i\cdot }} — математичне сподівання i-ї групи, а {\displaystyle {\tilde {Y}}_{i\cdot }} — медіана i-ї групи. (Обидва означення використовуються, хоча друге означення насправді Тест Брауна-Форсі)
- {\displaystyle Z_{\cdot \cdot }={\frac {1}{N}}\sum _{i=1}^{k}\sum _{j=1}^{N_{i}}Z_{ij}} математичне сподівання всіх {\displaystyle Z_{ij}},
- {\displaystyle Z_{i\cdot }={\frac {1}{N_{i}}}\sum _{j=1}^{N_{i}}Z_{ij}} математичне сподівання {\displaystyle Z_{ij}} для групи з номером {\displaystyle i}.

Значущість статистики {\displaystyle W} тестують використовуючи {\displaystyle F(\alpha ,k-1,N-k)} (квантиль рівня {\displaystyle \alpha } розподілу Фішера), де {\displaystyle F} — квантиль розподілу фішера, з {\displaystyle k-1} і {\displaystyle N-k} ступенями свободи, {\displaystyle \alpha } — обраний рівень надійності тесту (зазвичай 0.05 чи 0.01).